# Яковлев, Василий Николаевич (Герой Советского Союза)
Васи́лий Никола́евич Я́ковлев (8 [21] апреля 1908 — 15 сентября 1987) — советский офицер, Герой Советского Союза (1940), участник Советско-финской и Великой Отечественной войн, полковник.

## Биография
Родился 8 (21) апреля 1908 года в деревне Любоежа в крестьянской семье. Русский. Член ВКП(б)/КПСС с 1931 года. Окончил рабфак, был на административно-хозяйственной работе в городе Пушкине ныне администрации Санкт-Петербурга.
В Красной Армии с 1939 года. Участник советско-финской войны 1939—1940 годов.
Наводчик орудия и заместитель политрука батареи 21-го корпусного тяжёлого артиллерийского полка (50-й стрелковый корпус, 7-я армия, Северо-Западный фронт) младший политрук Василий Яковлев 25 января и 11 февраля 1940 года прямой наводкой под огнём противника разрушил два дота, чем способствовал продвижению вперёд стрелковых подразделений.
Указом Президиума Верховного Совета СССР от 21 марта 1940 года «за образцовое выполнение боевых заданий командования на фронте борьбы с финской белогвардейщиной и проявленные при этом отвагу и геройство» младшему политруку Яковлеву Василию Николаевичу присвоено звание Героя Советского Союза с вручением ордена Ленина и медали «Золотая Звезда» (№ 452).
После окончания боёв В. Н. Яковлев в январе 1942 года окончил Военно-политическую академию имени В. И. Ленина. На фронте в Великую Отечественную войну он был комиссаром истребительно-противотанкового дивизиона, артиллерийского полка, начальником политотдела артиллерийской дивизии. С 1948 года полковник В. Н. Яковлев в запасе, а затем в отставке.
Жил в городе-герое Ленинграде (с 1991 года — Санкт-Петербург). До ухода на пенсию по возрасту работал на административно-хозяйственных должностях.
Умер 15 сентября 1987 года.

## Награды
- Медаль «Золотая Звезда» Героя Советского Союза (21.03.1940; № 452);
- орден Ленина (21.03.1940);
- два ордена Красного Знамени;
- орден Богдана Хмельницкого II степени;
- два ордена Отечественной войны I степени;
- два ордена Красной Звезды;
- медали.

## Память
- Урна с прахом установлена в колумбарии Санкт-Петербургского крематория[2].